# 博什科·克鲁尼奇
博什科·克鲁尼奇（1929年10月21日—2017年1月23日），塞尔维亚族，是南斯拉夫的党和国家领导人，伏伊伏丁那共产主义者联盟省委员会主席团主席、南斯拉夫共产主义者联盟中央委员会主席团主席。